# Батин, Сергей Леонидович
Сергей Леонидович Батин (род. 3 марта 1974 года) — российский политик, представитель  исполнительного органа государственной власти Республики Татарстан в Совета Федерации  РФ (2012—2015), член Комитета Совета Федерации по бюджету и финансовым рынкам.

## Биография
Сергей Батин родился в 1974 году в Мамадышском районе Татарской АССР.
В 2000 году получил диплом о высшем образовании, окончив Камский политехнический институт, по квалификации инженер, по специальности «машины и технологии».
В 1997 году начал свою трудовую деятельность, работая в ЗАО «Автомеханический завод» (город Набережные Челны).
С 1999 по 2004 год работал на ОАО «Камский прессово-рамный завод» (город Набережные Челны), сначала начальником бюро социального обслуживания, а с 2003 года — директором социального развития предприятия.
С 2004 года по 2007 год работал в городе Казани в ОАО «КМПО», сначала в должности директора по экономической безопасности, быту и социальному развитию, а с февраля 2007 года — заместителем генерального директора ОАО «КМПО» — директором по персоналу и социальному развитию. В августе 2007 года назначен главой Авиастроительного района Казани.
18 июня 2010 года назначен исполняющим обязанности руководителя исполнительного комитета Зеленодольского муниципального района. С 24 июля 2010 года — руководитель исполнительного комитета Зеленодольского муниципального района. 18 октября 2010 избран главой Зеленодольского муниципального района.
В декабре 2012 года делегирован в Совет Федерации. Работал в Комитете Совета Федерации по бюджету и финансовым рынкам. Полномочия прекращены в сентябре 2015 года.

## Семья
Женат, воспитывает двоих детей.